# Parco naturale regionale delle Serre

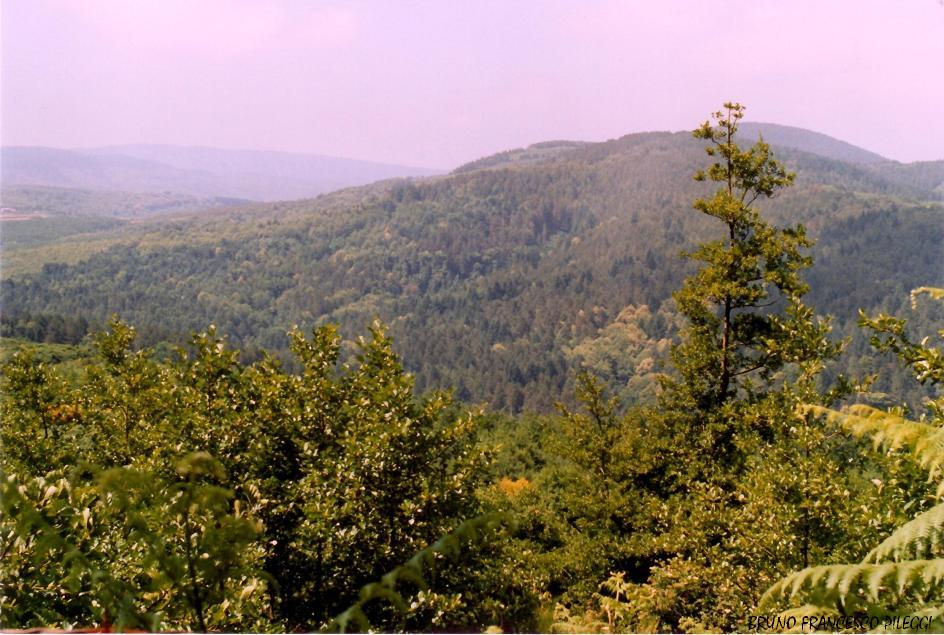
Panorama dalle pendici di monte Cucco verso monte Mazzuolo

Il parco naturale regionale delle Serre è un'area naturale protetta della regione Calabria istituita nel 2004. Situato tra l'Aspromonte e la Sila, è percorso da due lunghe catene montuose, da grandi boschi, tra cui il bosco di Stilo, e da corsi d'acqua con cascate come la cascata del Marmarico (la più alta, di 118 m), nel comune di Bivongi, la cascata di Pietra Cupa, sulla fiumara Assi di Guardavalle e le cascate dell'Ancinale.

## Territorio

### Geologia
Geologicamente il parco è caratterizzato da graniti, porfidi, serpentini, dioriti e rocce quarzifere.
I calanchi poi sono una caratteristica geologica delle Serre soprattutto a nord e ad est del parco.

### Zonizzazione
Il parco viene suddiviso in varie zone per la sua varietà di ambienti naturali in modo tale che si applichino a seconda della zona diverse misure di tutela e salvaguardia del territorio.
Le zone sono 5:
- Zona A riserva integrale:
luoghi: bosco Archiforo, bosco Santa Maria e monte Pecoraro
- Zona B riserva generale orientata:
È caratterizzata dalle foreste regionali e dalle fasce perimetrali alla zona A
- Zona C Area di protezione:
In questa zona sono presenti le attività agro-silvo-pastorali e artigianali e la raccolta di prodotti naturali. Il 68,67% del parco fa parte di quest'area.
- Zona D area di sviluppo:
In questa zona ci sono i centri urbani, le aree perurbane, le aree di espansione e le zone limitrofe, ne le aree destinate ad insediamenti turistici e produttivi.
- Oasi lago Angitola - La zona occupa una superficie di ha 875, pari al 4,95% della superficie del parco

## Flora

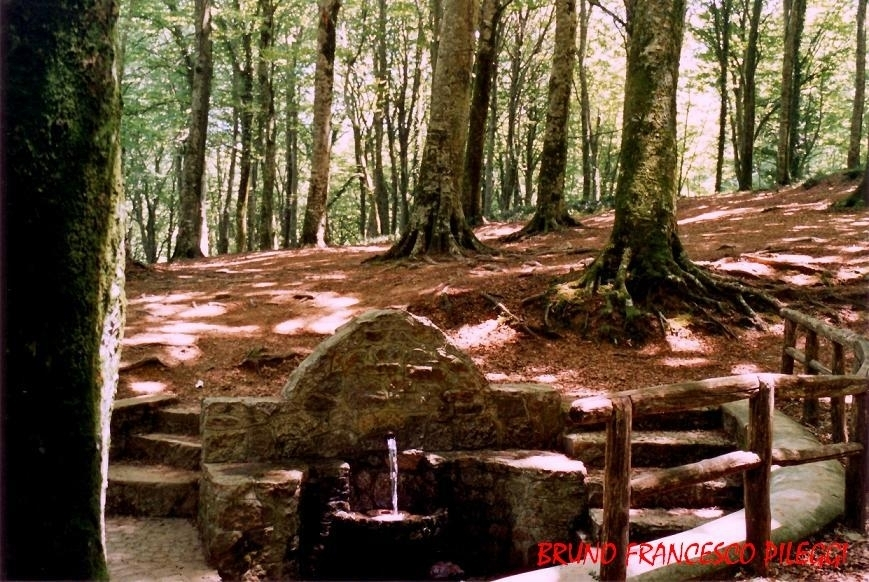
Fontana nella faggeta di Monte Cucco, Vallelonga

Le specie vegetali predominanti sono:
- Castanea sativa (Castagno)[1]
- Pinus nigra (Pino laricio)
- Alnus glutinosa (Ontano comune)[1]
- Alnus cordata (Ontano napoletano)[1] nelle valli, le zone più fresche e gli alvei fluviali
- Fagus sylvatica (Faggio)[1] .
- Abies alba (Abete bianco)[1] presente a gruppi e a boschi puri e misti nelle zone più alte e fredde
- Quercus ilex (Leccio)
- Populus alba (Pioppo bianco)
- Populus tremula (Pioppo tremulo)[1]
- Robinia pseudoacacia (Robinia o Gaggia) a livello sporadico nelle zone più basse.

Le specie vegetali della macchia mediterranea sono:
- Quercus cerris (Cerro)[1]
- Sughera[1]
- carpino nero[1]
- ginestra spinosa[1]
- agrifoglio[1]
- Myrtus communis (Mirto)[1]
- Fillirea[1]
- Lentisco[1]
- ginestra
- erica
- corbezzolo
- cisto

### Piante rare
Tra le piante rare si annvoerano:
orchidee:
- Dactylorhiza
- Epipactis epipogim
- Epipactis greuteri
- Epipactis pontica taubenheim
- Limodorum

Felci:
- Asplenium
- Dryopteris
- Cheilantes
- Polypodium

Muschi e licheni:
- Dumortiera irsuta
- Lobaria pulmonaria

Altro:
- Viola ferdinandea

## Funghi
Esistono 338 specie di funghi.

## Fauna
Gli animali presenti nel parco:

### Mammiferi
- Cervus elaphus[2] (cervo nobile) presente solo ed esclusivamente nella riserva di Villa Vittoria
- Capreolus capreolus (capriolo) presente solo ed esclusivamente nella riserva di Villa Vittoria
- Dama dama (daino) presente solo ed esclusivamente nella riserva di Villa Vittoria
- Ovis musimon (muflone) presente solo ed esclusivamente nella riserva di Villa Vittoria
- Cervus elaphus italicus (cervo italico) introdotto nel parco nel 2023. Nel 2024 è documentata la prima nascita di cervo italico in Calabria.[3]
- Canis lupus italicus (lupo appenninico)
- Sus scrofa[2] (cinghiale)
- Sciurus meridionalis (scoiattolo nero meridionale)
- Hystrix cristata (istrice)[4]
- Lutra lutra[2] (lontra)
- Meles meles[2] (tasso)
- Martes foina[2] (faina)
- Lepus corsicanus (lepre)
- Mustela putorius[2] (puzzola)
- Martes martes[2] (martora)
- Mustela nivalis[2] (donnola)
- Vulpes vulpes[2] (volpe)
- Felis silvestris[2] (gatto selvatico)
- Apodemus sylvaticus (topo selvatico)
- Microtus arvalis (arvicola campestre)
- Erinaceus europaeus (riccio comune)
- Glis glis (ghiro)
- Eliomys quercinus (quercino)
- Muscardinus avellanarius (moscardino)
- Talpa europea (talpa)
- Sorex minutus (toporagno nano)
- Sorex araneus (toporagno comune)
- Neomys fodiens (toporagno acquatico)
- Crocidura suaveolens (crocidura minore)
- Suncus etruscus (mustiolo)
- Arvicola terrestris (arvicola terrestre)

### Uccelli
- Pavo cristatus (pavone) presente solo ed esclusivamente nella riserva di Villa Vittoria
- Pandion haliaetus[2] (falco pescatore) presente solo ed esclusivamente nella zona umida del lago Angitola
- Podiceps cristatus (svasso maggiore) presente solo ed esclusivamente nella zona umida del lago Angitola
- Aythya nyroca (moretta tabaccata) presente solo ed esclusivamente nella zona umida del lago Angitola
- Egretta garzetta (garzetta) presente solo ed esclusivamente nella zona umida del lago Angitola
- Plegadis falcinellus (mignattaio) presente solo ed esclusivamente nella zona umida del lago Angitola
- Platalea leucorodia (spatola bianca) presente solo ed esclusivamente nella zona umida del lago Angitola
- Anas platyrhynchos (germano reale) presente solo ed esclusivamente nella zona umida del lago Angitola
- Ardea purpurea (airone rosso) presente solo ed esclusivamente nella zona umida del lago Angitola
- Ichthyaetus melanocephalus (gabbiano corallino) presente solo ed esclusivamente nella zona umida del lago Angitola
- Circus aeruginosus (falco di palude) presente solo ed esclusivamente nella zona umida del lago Angitola
- Phalacrocorax carbo (cormorano comune) presente solo ed esclusivamente nella zona umida del lago Angitola
- Ciconia nigra (cicogna nera)[5]
- Ciconia ciconia (cicogna bianca)[5]
- Falco peregrinus (falco pellegrino)
- Accipiter gentilis (astore)
- Accipiter nisus (sparviero)
- Milvus milvus (nibbio reale)
- Milvus migrans (nibbio bruno)
- Buteo buteo[2] (poiana)
- Turdus philomelos (tordo bottaccio)
- Falco vespertinus (falco cuculo)
- Ardea cinerea (airone cenerino)
- Bubo bubo[2] (gufo reale)
- Asio otus[2] (gufo comune)
- Falco tinnunculus (gheppio)
- Corvus corax (corvo imperiale)
- Strix aluco (allocco)
- Tyto alba (barbagianni)
- Athene noctua (civetta)
- Otus scops (assiolo)
- Scolopax rusticola (beccaccia)
- Parus major (cinciallegra)
- Oriolus oriolus (rigogolo)
- Turdus pilaris (cesena)
- Coturnix coturnix (quaglia)
- Phasianus colchicus (fagiano comune)
- Upupa epops (upupa)
- Pica pica (gazza)
- Carduelis carduelis (cardellino)
- Erithacus rubecula (pettirosso)
- Picus viridis (picchio verde)
- Picoides major (picchio rosso)
- Corvus cornix (cornacchia grigia)

### Rettili
- Elaphe quatuorlineata[2] (cervone)
- Natrix natrix (biscia d'acqua)
- Vipera aspis (vipera comune)
- Hierophis viridiflavus[2] (biacco)
- Podarcis muralis (lucertola)
- Natrix tessellata (biscia asserella)
- Coronella austriaca (colubro)
- Elaphe longissima (colubro d'Esculapio)
- Testudo hermanni (testuggine comune)

### Anfibi
- Salamandra salamandra[2] (salamandra)
  - Salamandrina dagli occhiali[2]
  - Salamandra pezzata[2]
- Bufo bufo (rospo comune)
- Bombina variegata (ululone dal ventre giallo)

### Insetti
- Vanessa atalanta (vulcano)
- Cicadidae (cicala)
- Rosalia alpina (cerambice del faggio)
- Cerambyx cerdo (cerambice della quercia)
- Carabus granulatus (carabide granulato)
- Lucanus cervus (cervo volante minore)
- Lucanus tetraodon (coleottero lucanus tetraodon)

## Punti di interesse
- Zona umida Oasi (lago) Angitola
- Vivai e laghetti collinari
- Abbazia della Certosa e Museo della Certosa (Serra San Bruno)
- Santuario di Santa Maria del Bosco e sepolcro di San Bruno (Serra S. Bruno)
- Museo della Civiltà Contadina e Artigiana (Monterosso Calabro)
- Museo Multimediale delle Serre

Calabresi (lafilanda.jimdo.com) (Monterosso Calabro)
- MUFAR MUseo Fabbrica d'ARmi e parco archeo-industriale delle fonderie (Mongiana)
- Villa Vittoria (Mongiana)
- Castello della Baronessa Scoppa

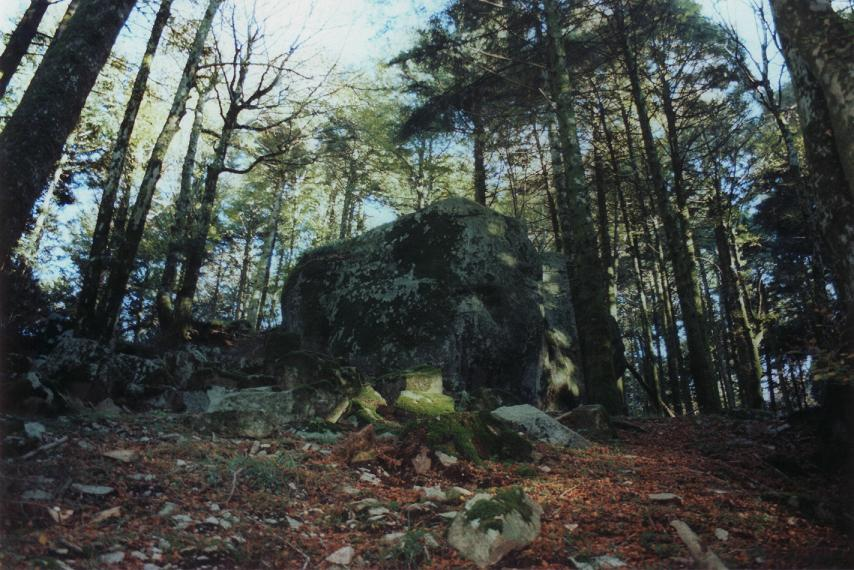
Bosco Archiforo con la Pietra dell'Ammienzo
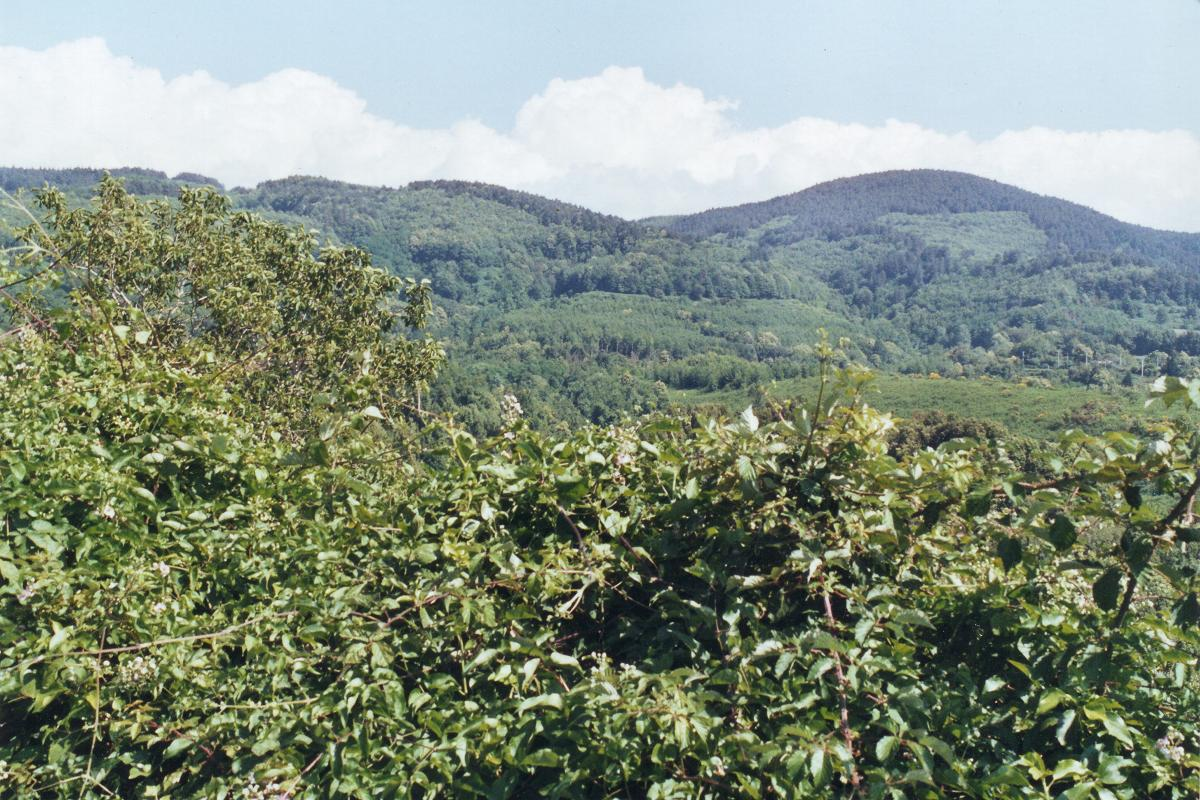
La dorsale verde di Monte Mazzuolo da Vallelonga
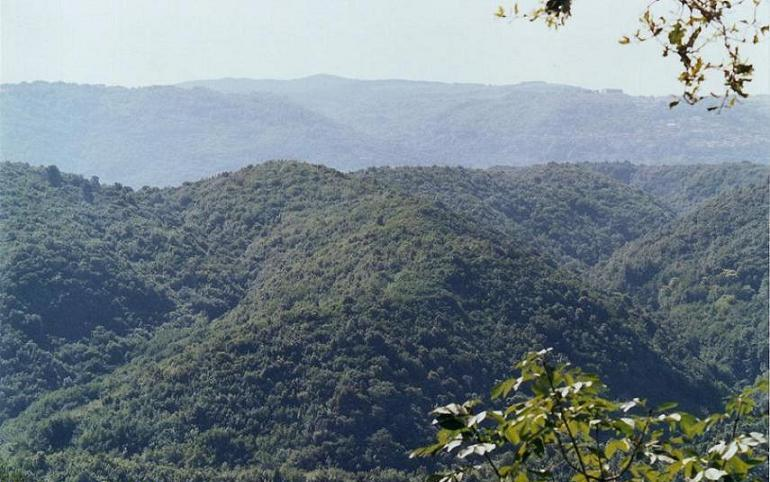
Le Serre dal Fallà. Filogaso

## Sentieri

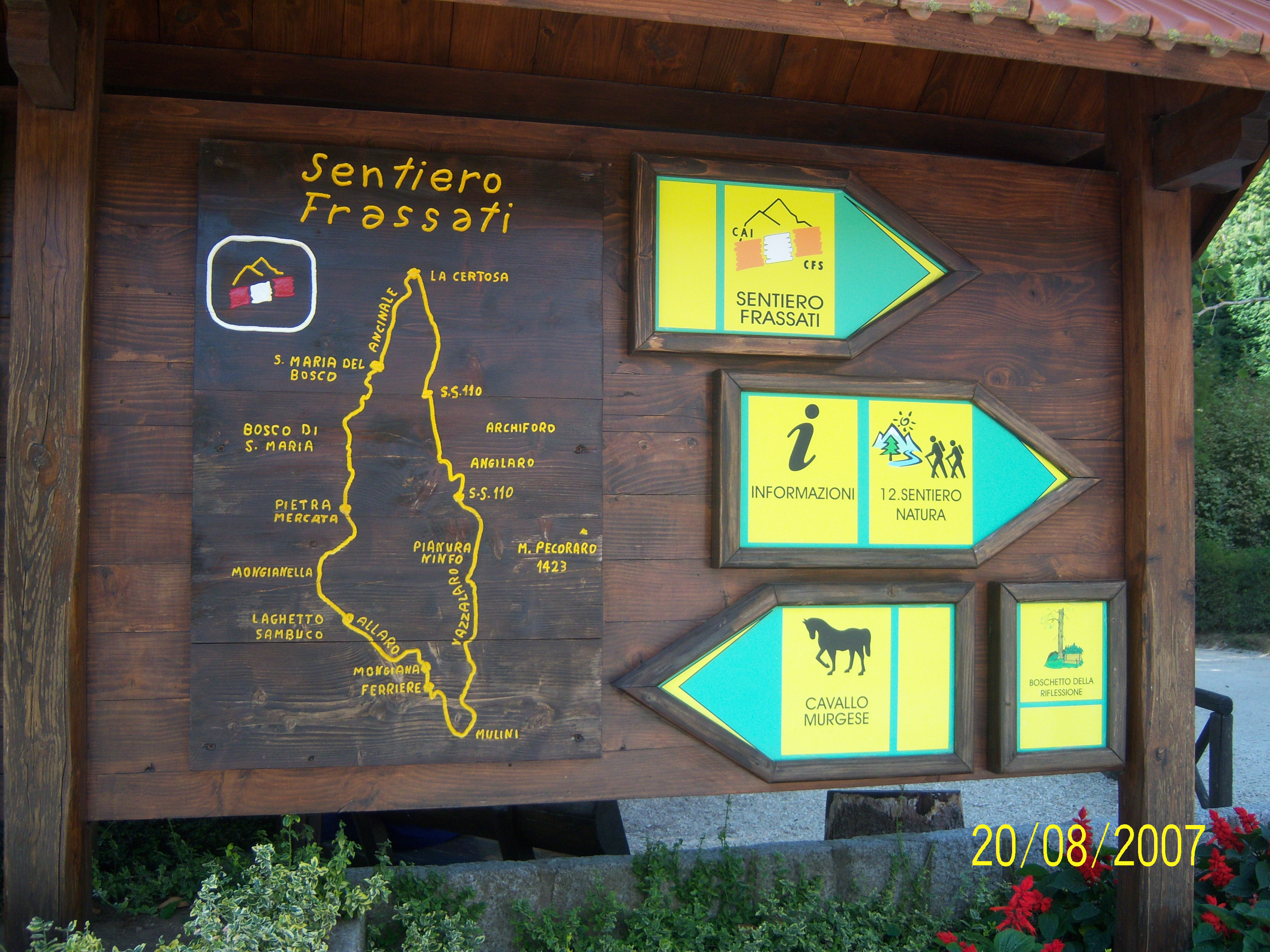
Sentiero Frassati

- Sentiero Castagnare - Cascate dell'Alaca
- Sentiero Monte Trematerra - Castello della Baronessa Scoppa;
- Sentiero Località Lacina – Colla dei Pecorari
- Sentiero Gole dell'Assi – Cascata di Pietra Cupa
- Sentiero Ferdinandea - Cascate del Marmarico
- Sentiero Rosarella – Lu Bellu
- Sentiero Cruciferrata - Colle del Monaco
- Sentiero Triarii - Faggio di Ceronte
- Sentiero Faggio del Re
- Sentiero Certosa - Colla del Monaco
- Sentiero Dal Bosco Archiforo alla Pietra del Caricatore
- Sentiero Colla d'Arena Ariola Vecchio Mulino
- Sentiero Diga Alaca Monte Trematerra
- Sentiero Edificio ANAS (Serra S. Bruno) Monte Pecoraro
- Sentiero Lu Bellu - Petra l'Ammienzu
- Sentiero Mongiana Cantoniera Pecoraro
- Sentiero Parco Nicholas Green - Bagni di Guida
- Sentiero Monte Tramazza
- Sentiero Santa Maria – Lu Guttazzu
- Sentiero Frassati
- Sentiero Triarii - Sant'Antonio

## I comuni
Il parco si trova in 26 comuni distribuiti su 3 province.
Provincia di Catanzaro:
- Badolato, Cardinale, Davoli, Guardavalle, Santa Caterina dello Ionio, San Sostene, Satriano

Città metropolitana di Reggio Calabria:
- Bivongi, Stilo

Provincia di Vibo Valentia:
- Acquaro, Arena, Brognaturo, Fabrizia, Francavilla Angitola, Gerocarne, Maierato, Mongiana, Monterosso Calabro, Nardodipace, Pizzo, Pizzoni, Polia, Serra San Bruno, Simbario, Sorianello, Spadola

Nel 2024 è stato votato all'unanimità il piano di acquisizione di altri nove comuni, dopo la richiesta di adesione di questi, che così entreranno a far parte del parco. I comuni interessati sono:.
Provincia di Catanzaro:
- Torre di Ruggiero

Provincia di Vibo Valentia:
- Dinami, Capistrano, San Nicola da Crissa, Vallelonga, Soriano Calabro

Provincia di Reggio Calabria:
- Caulonia, Pazzano, San Pietro di Caridà